# Boruja Kościelna
Boruja Kościelna is een plaats in het Poolse district  Nowotomyski, woiwodschap Groot-Polen. De plaats maakt deel uit van de gemeente Nowy Tomyśl en telt 947 inwoners.